# Candelariella deppeanae
Candelariella deppeanae är en lavart som beskrevs av M. Westb. Candelariella deppeanae ingår i släktet Candelariella och familjen Candelariaceae.   Inga underarter finns listade i Catalogue of Life.